# Prinsesse Charlotte af Wales
|  | Denne artikel omhandler William, Prins af Wales' datter Prinsesse Charlotte af Wales. Artiklen om Kong Georg 4. af Storbritanniens datter Prinsesse Charlotte af Wales ligger under navnet Prinsesse Charlotte af Wales (1796–1817) |
Prinsesse Charlotte af Wales (Charlotte Elizabeth Diana; født den 2. maj 2015 i London) er en britisk prinsesse, der er datter af det britiske tronfølgerpar William, Prins af Wales og Catherine, Prinsesse af Wales.
Hun er parrets andet barn og barnebarn af Kong Charles 3. af Storbritannien og hans første hustru Diana, Prinsesse af Wales. Hun har en storebror, Prins George og en lillebror, Prins Louis. Hun er dermed nummer tre i tronfølgen til den britiske trone og i de øvrige Commonwealth-rigers tronfølge efter sin far og storebror.

## Biografi

### Meddelelse om graviditet
Den 8. september 2014 meddelte Clarence House, at prins William og Catherine venter deres andet barn. Meddelelsen kom dels som pressemeddelelse, dels på sociale medier, og vakte både international opmærksomhed, modtog gode ønsker fra britiske politikere,og kritik af den overdrevne opmærksomhed.
Hertugen og hertuginden forventede at åbne Dickson Poon University of Oxford China Centre-bygningen, et kinesisk studiecenter på universitetet i Oxford den 8. september 2014, men fordi hertuginden blev behandlet for morgenkvalme på Kensington Palace, var hun ude af stand til at ledsage hertugen ved åbningsceremonien.Meddelelsen om graviditeten kom samme morgen for at forklare hendes fravær.
I oktober 2014 meddelte Kensington Palace, at arvingen var forventet i april 2015.

### Fødsel
Den 2. maj 2015 08:34 BST fødte hertuginden en datter, der vejede 3,71 kg på St Mary's Hospital, London. Hertugen af Cambridge var til stede ved fødslen. Babyen blev modtaget af Alan Farthing, kirurg og Dronning Elizabeth IIs gynækolog og Guy Thorpe-Beeston, ekspert i højrisiko-graviditeter og kirurg-gynækolog fra Royal Household; begge var med til fødslen af parrets første barn, Prins George, i 2013.
Prinsessen var ved sin fødsel den fjerde i arvefølgen til den britiske krone efter sin bedstefar, far og storebror. På grund af loven om arveret til kronen fra 2013 kan hun ikke forskydes i arvefølgen til tronen af yngre brødre. Hun havde sin første offentlige optræden uden for hospitalet sammen med sine forældre den 2. maj 2015 kl 18:11 BST.
Om aftenen blev Tower Bridge i London, og Peace Tower i Ottawa, Ontario, belyst med pink, for at markere prinsessens fødsel. Den 4. maj, blev kanonsalutter affyret af The King's Troop, Royal Horse Artillery i Hyde Park og Honourable Artillery Company på Tower of London. Senere samme dag blev hendes navn oplyst: Charlotte Elizabeth Diana. Der har været en række teorier om, hvorfor navnet 'Charlotte' blev valgt. BBC bemærkede, at der har været en række familiemedlemmer og forfædre, der har fået navnet, men at det sandsynligvis var valgt på grund af personlig præference, snarere end efter en bestemt person. "Elizabeth" blev valgt for at ære hendes oldemor, Elizabeth II, mens 'Diana' er til ære for hendes farmor, Prinsesse Diana.

### Uddannelse
Charlotte startede hendes uddannelse i Willcocks Nursery School, nær hendes families hjem i Kensington Palace, i januar 2018.
Hun tilsluttede sig sin bror Prins George på Thomas's School i Battersea i september 2019, hvor hun er kendt som Charlotte Cambridge.

## Titler, ordner og dekorationer

### Titler og prædikater
- 2. maj 2015 – 8. september 2022: Hendes Kongelige Højhed Prinsesse Charlotte af Cambridge
- 8. september 2022 – 9. september 2022: Hendes Kongelige Højhed Prinsesse Charlotte af Cornwall og Cambridge
- 9. september 2022 – nu: Hendes Kongelige Højhed Prinsesse Charlotte af Wales

## Eksterne links
- Wikimedia Commons har flere filer relateret til Prinsesse Charlotte af Wales
- Hertugen og Hertuginden af Cambridges hjemmeside